# Zóhar Amar
Zóhar Amar (hebreu: זוהר עמר‎; nascut el 1960) és un professor del Departament d'Estudis de la Terra d'Israel a la Universitat Bar-Ilan que se centra en: la història natural en temps antics; la identificació de la fauna i flora de la Terra d'Israel segons descripcions en fonts clàssiques jueves; la cultura material i els realia del dia a dia de l'edat mitjana, reflectits en l'agricultura i el comerç; i la història de la medicina i l'etnofarmacologia. La seva recerca integra diversos camps del coneixement, entre els quals hi ha branques de les ciències naturals, la història, l'arqueologia, la lingüística i els estudis judaics.
En els últims anys destaquen: Documents de la guenizà del Caire com a font d'informació sobre medicina a l'Orient Pròxim a l'edat mitjana, pigments en tèxtils antics; la indústria paperera primerenca; el còccid del garric com a font del tint escarlata mencionat a la Bíblia; el tint porpra; el bàlsam de la Meca; els medicaments tradicionals de la Terra d'Israel; la documentació de tradicions relatives a la caixrut de diversos animals.